# Larchetkarspitze
Die Larchetkarspitze ist ein 2541 m ü. A. hoher Berg zwischen der Pleisenspitze im Westen und der Großen Riedlkarspitze im Osten in der Hinterautal-Vomper-Kette. Sie wird im Winter und Frühjahr gerne als Skitour gemacht und dient als lohnendes Ausweichziel zur Pleisenspitze. Von der Pleisenhütte quert man entlang des Sommerweges hinein in das Mitterkar. Die Gipfelflanke ist ca. 40 Grad steil und führt nach rechts in eine Scharte. Von dort geht es im Schwierigkeitsgrad III− (UIAA) zum höchsten Punkt.
Hermann von Barth gelang 1870 die Erstbesteigung auf einem verwickelten, heute nicht mehr begangenen Weg. Die heutige Normalroute aus dem Jahre 1899 wurde von den Innsbruckern Otto Ampferer und Willi Hammer erstbegangen.